# 小行星2583
小行星2583（2583 Fatyanov）是一颗绕太阳运转的小行星，为主小行星带小行星。该小行星于1975年12月3日发现。
該小行星以蘇聯詩人阿列克謝·伊萬諾維奇·法特揚諾夫（Aleksej Ivanovich Fat'yanov）命名。

## 轨道参数
小行星2583的轨道半长轴为2.2517465 UA，离心率为0.21。